# Pont Vell de Castellbell i el Vilar
El pont Vell de Castellbell i el Vilar és un pont de Castellbell i el Vilar (Bages) protegit com a bé cultural d'interès local.

## Descripció
Té la forma dels tradicionalment anomenats "d'esquena d'ase". El parament exterior és molt homogeni i ben treballat, fet amb carreus de gres. Algunes parts, però, han estat refetes amb còdols i morter de calç.
Està estructurat en quatre arcades d'obertura desigual, l'amplada de les quals tendeix a créixer a mesura que s'acosten al centre. La més ampla té 30m i és la que sosté la clau del pont. Les arcades descansen sobre tres pilars de secció quadrangular i presenten els carcanyols cecs.
Cada pilar té adossat, aigües amunt, un tallamar rectangular i, aigües avall, un esperó també rectangular.
La caixa del pont té una amplada de 3,55m, amb dos ampits d'uns 40 cm de gruix.

## Història
Com consta a la documentació, aquest pot fou construït per Bernat de Sa Rocha, senyor de Castellbell, l'any 1452. S' ha volgut relacionar amb el pont de Castellbell i el Vilar un afer esdevingut a la ciutat de Manresa i que mai ha succeït al municipi. Durant el segle XVI el rei Ferran va concedir el privilegi de cobrar pontatge en el pont de la ciutat de Manresa, en el de Cabrianes i al Pont de Vilomara, cosa que no va passar amb el pont de Castellbell. Aquí sempre s'ha pogut travessar el pont sense haver de pagar cap mena de pontatge, com havia deixat establert en el seu testament el seu constructor Bernat Sa Rocha.
El pont no ha sofert transformacions profundes al llarg del temps i manté les característiques originàries de l'època medieval en què fou erigit. Amb tot, al segle xvii, es construí un paviment nou a la caixa; al segle xviii es refeu el primer arc, es reparà el pilar on descansava aquest arc i es construí un nou paviment. És possible que aquesta reconstrucció coincidís amb l'incendi intencionat del Castell de Castellbell, que el 1719 va provocar el seu propietari, J. Amat i Planella, per impedir que els "Miquelets" francesos se n'apoderessin. Al segle xix s'hi feren noves obres que coincidiren amb la fundació de la fàbrica Burés (1874). Entre els anys 1984-87 el pont ha estat restaurat (dip.B.).